# 渔人航空
渔人航空（air FISCHER / Fischer Air）是一家总部位于布拉格的捷克航空公司。其主要运营捷克飞往欧洲和非洲的航线，同时也经营包机航线，枢纽机场是布拉格瓦茨拉夫·哈维尔国际机场。